# Gianluca Matarrese
 (novembre 2023).
La mise en forme du texte ne suit pas les recommandations de Wikipédia : il faut le « wikifier ».
Les points d'amélioration suivants sont les cas les plus fréquents. Le détail des points à revoir est peut-être précisé sur la page de discussion.
- Les titres sont pré-formatés par le logiciel. Ils ne sont ni en capitales, ni en gras.
- Le texte ne doit pas être écrit en capitales (les noms de famille non plus), ni en gras, ni en italique, ni en « petit »…
- Le gras n'est utilisé que pour surligner le titre de l'article dans l'introduction, une seule fois.
- L'italique est rarement utilisé : mots en langue étrangère, titres d'œuvres, noms de bateaux, etc.
- Les citations ne sont pas en italique mais en corps de texte normal. Elles sont entourées par des guillemets français : « et ».
- Les listes à puces sont à éviter, des paragraphes rédigés étant largement préférés. Les tableaux sont à réserver à la présentation de données structurées (résultats, etc.).
- Les appels de note de bas de page (petits chiffres en exposant, introduits par l'outil «  Source ») sont à placer entre la fin de phrase et le point final[comme ça].
- Les liens internes (vers d'autres articles de Wikipédia) sont à choisir avec parcimonie. Créez des liens vers des articles approfondissant le sujet. Les termes génériques sans rapport avec le sujet sont à éviter, ainsi que les répétitions de liens vers un même terme.
- Les liens externes sont à placer uniquement dans une section « Liens externes », à la fin de l'article. Ces liens sont à choisir avec parcimonie suivant les règles définies. Si un lien sert de source à l'article, son insertion dans le texte est à faire par les notes de bas de page.
- La présentation des références doit suivre les conventions bibliographiques. Il est recommandé d'utiliser les modèles {{Ouvrage}}, {{Chapitre}}, {{Article}}, {{Lien web}} et/ou {{Bibliographie}}. Le mode d'édition visuel peut mettre en forme automatiquement les références.
- Insérer une infobox (cadre d'informations à droite) n'est pas obligatoire pour parachever la mise en page.

Pour une aide détaillée, merci de consulter Aide:Wikification.
Si vous pensez que ces points ont été résolus, vous pouvez retirer ce bandeau et améliorer la mise en forme d'un autre article.
 (novembre 2023).
L'article doit être relu — et modifié si nécessaire — par des contributeurs indépendants pour apporter un regard critique aux contributions effectuées en violation des conditions d'utilisation de Wikipédia, tant sur la forme (notamment concernant le style encyclopédique, la proportionnalité) que sur le fond (la neutralité de point de vue, la qualité et l'indépendance des sources).
Pour les articles homonymes, voir Matarrese.
Gianluca Matarrese (né le 24 juillet 1980 à Moncalieri) est un réalisateur, un scénariste de cinéma et de télévision et un documentariste italien.

## Biographie
Gianluca Matarrese est né en Italie, dans le Piémont d'un père originaire des Pouilles, et d'une mère calabraise, qui avaient tous deux rejoint la province de Turin dans les années 1970 pour travailler chez Fiat. Par la suite, les deux époux se sont associés dans la Cooperative Togo, une entreprise de magasin de chaussures et de sacs, fondée par Dario Montonati et Livio Tamagno (fondateur de Defonseca  ). La Coopérative, après avoir atteint son expansion maximale dans les années 1990, atteignant plus de quarante points de vente dans toute la région, a fait faillite en 2017 en raison de la crise économique qui a débuté en 2008. L'histoire de la faillite de l'entreprise est l'intrigue du premier film documentaire Fuori tutto (Tout Doit Disparaître) que Matarrese a réalisé en 2019, après avoir filmé sa famille pendant six ans, de décembre 2012 à 2018.
En 2002, le réalisateur s'installe à Paris où il complète ses études de cinéma et de théâtre. Il est diplômé de l’Université de Turin et de l'Université Paris 8 en histoire et critique du cinéma nord-américain et en écriture audiovisuelle, puis de l' École Internationale de Théâtre Jacques Lecoq de Paris en 2005.
Il commence sa carrière télévisuelle en 2008 en tant qu'auteur et réalisateur d'une série comique Les Webcolocs, pour les chaînes françaises OCS, diffusée jusqu'en 2012. Son premier court métrage, Il mio bacio come al cinema (Mon Premier Baiser de Cinéma) a remporté le prix Achille Valdata du meilleur court métrage au Festival de Turin en 2014, tandis que le long métrage documentaire Fuori tutto produit par Agat Films & CieRossofuoco Film et France Télévisions, a remporté le prix du meilleur film documentaire italien au Festival de Turin en 2019 et a été sélectionné entre autres aux Nastri d'argento, SalinaDocFest, Annecy Cinéma Italien.
Pour France Télévisions, il réalise le documentaire musical sur la chanteuse Barbara Pravi, représentante française de l'Eurovision 2021. Pour la même artiste, Matarrese a réalisé le clip vidéo L'homme et l'oiseau.
Le film La dernière séance a été présenté à la Semaine Internationale de la Critique de Venise et a remporté le Queer Lion Award 2021. Le film a été diffusé sur la chaîne SKY Cielo avec le titre L'ultima volta. Le film a circulé dans les plus importants festivals internationaux de documentaires et de genre queer : IDFA, Thessaloniki Documentary Film Festival, Crossing Europe, Sicilia Queer Festival, Gender Border Milano, Bari International Gender Festival, Pink Apple, RIDF, Florence Queer Festival, Cherie-Chéris, Tel Aviv Film Festival, Queer Porto (où il a remporté le prix du meilleur film), Doc Point Helsinki, etc.
Le film Fashion Babylon mettant en vedette trois personnalités du monde de la mode, Casey Spooner, Violet Chachki et Michelle Elie, produit par Bellota Films avec la participation de France Télévisions, a eu sa première mondiale au CPH-DOX,, en mars 2022, et a ensuite participé à de nombreux festivals internationaux, notamment Hot Docs, Lovers Film Festival - Torino LGBTQI, MiX Milan, Sydney Film Festival, Frameline San Francisco, Oslo Pix, Festival dei Popoli, Doc Point Helsinki, Doc Point Tallinn.
Le film Il posto ,  en co-réalisation avec Mattia Colombo, produit pour la case La Lucarne d'ARTE/NDR, a été présenté pour la première fois au festival Vision du Réel, en Suisse, et continue de tourner dans des festivals internationaux de films documentaires, notamment Hot Docs, DMZ Korea, États généraux du film documentaire à Lussas, Annecy Cinéma Italien, Festival dei Popoli, Hainan Film Festival en China, De Rome à Paris, Thessaloniki Documentary Film Festival, Guadalajara International Film Festival, et remporte le prix du meilleur film aux Job Film Days de Turin  2023. et a fait partie des films sélectionnés pour les Nastri d'Argento, dans la catégorie cinema del reale et pour le prix Cecilia Mangini du meilleur documentaire au David di Donatello.
Le court métrage Pinned Into a Dress, sur la vie de l'artiste drag Miss Fame, co-réalisé avec Guillaume Lafond, a ouvert la Semaine internationale de la critique à Venise 2022.
Le film Les Beaux Parleurs produit par Bellota Films avec la participation de France Télévisions, a été sélectionné pour le Biografilm  2023, où Matarrese est membre du jury de la compétition nationale.
Le film L'Expérience Zola produit par Dominique Barneaud et Donatella Palermo a été présenté aux Giornate degli Autori et a été sélectionné à l'IDFA 2023. Le film est sorti dans les cinémas italiens le 13 septembre 2023 distribué par l'Istituto Luce Cinecittà.
Ses installations vidéo ont été exposées au Museum Angewandte Kunst à Francfort et à la Galerie Mannerheim à Paris.

## Filmographie partielle

### Comme réalisateur

#### Cinéma
- 2014 : Mon Baiser de cinéma (court métrage)
- 2015 : Dé-cision (court métrage)
- 2019 : Fuori tutto (documentaire)
- 2021 : La Dernière Séance (documentaire)
- 2021 : Barbara Pravi, voilà qui je suis (documentaire)
- 2022 : Fashion Babylon (documentaire)
- 2022 : Il Posto (documentaire)
- 2022 : Pinned Into a Dress (court métrage documentaire)
- 2023 : Les Beaux Parleurs (documentaire)
- 2023 : L'Expérience Zola

## Télévision
- 2009-2012 : Les Webcolocs (série télévisée)

## Récompenses et distinctions
- Mostra de Venise
  - 2021 – Queer Lion pour La Dernière Séance
- Festival du film de Turin
  - 2014 – Prix Achille Valdata pour Mon Baiser de Cinéma
  - 2019 – Meilleur documentaire italien pour Fuori tutto
- Queer Porto
  - 2022 – Meilleur film pour La Dernière Séance
- SalinaDocFest
  - 2023 – Meilleur montage pour L'Expérience Zola
- JobFilmDays
  - 2023 – Meilleur film pour Il Posto